# فرودگاه دیوی اهیلیابای هولکار
فرودگاه دیوی اهیلیابای هولکار (به انگلیسی: Devi Ahilyabai Holkar Airport) یک فرودگاه همگانی مسافربری با کد یاتا IDR است که یک باند فرود کامپوزیت دارد و طول باند آن ۲۷۵۰ متر است. این فرودگاه در شهر ایندور کشور هند قرار دارد و در ارتفاع ۵۶۴ متری از سطح دریا واقع شده‌است.

## نگارخانه

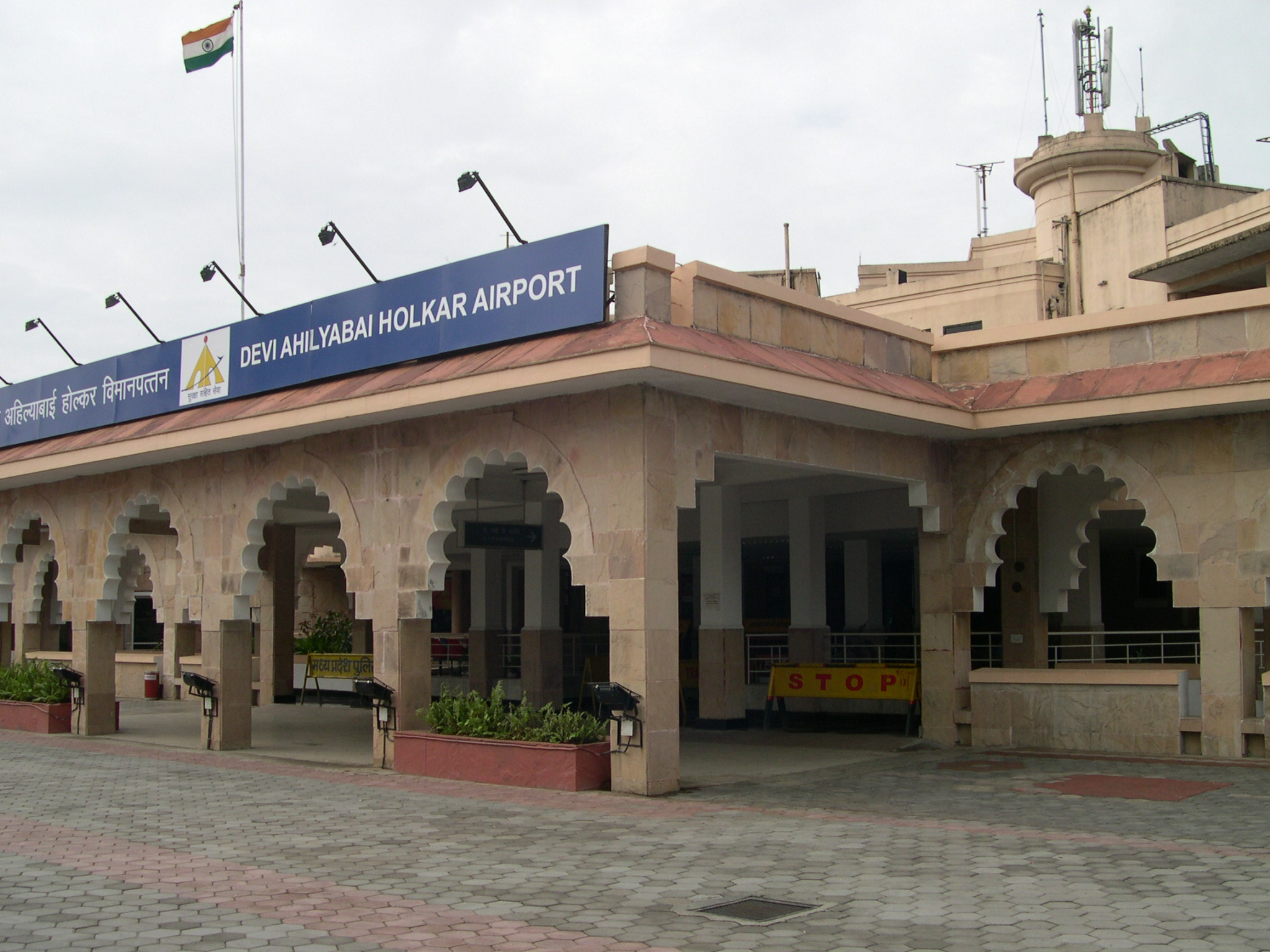
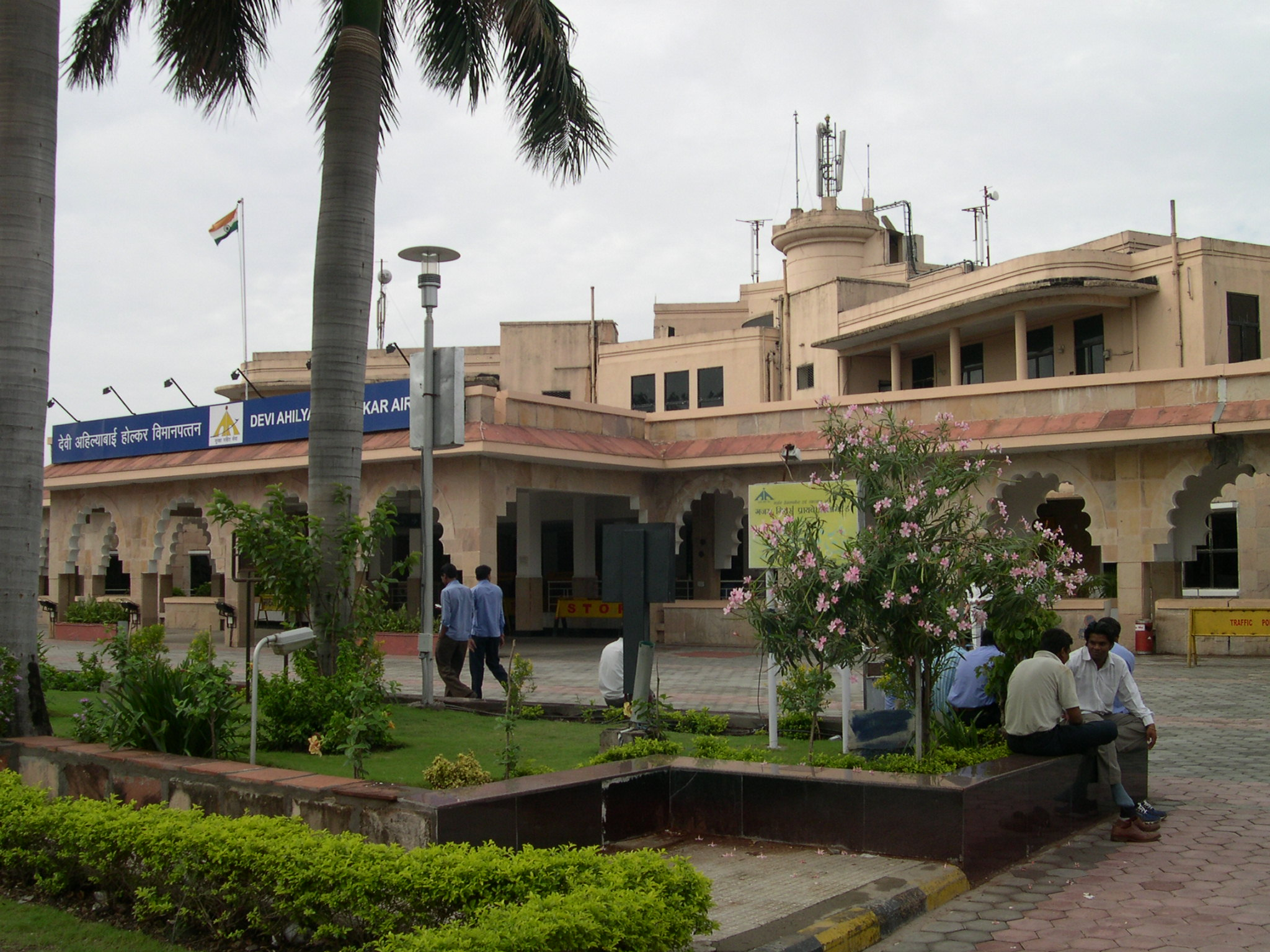
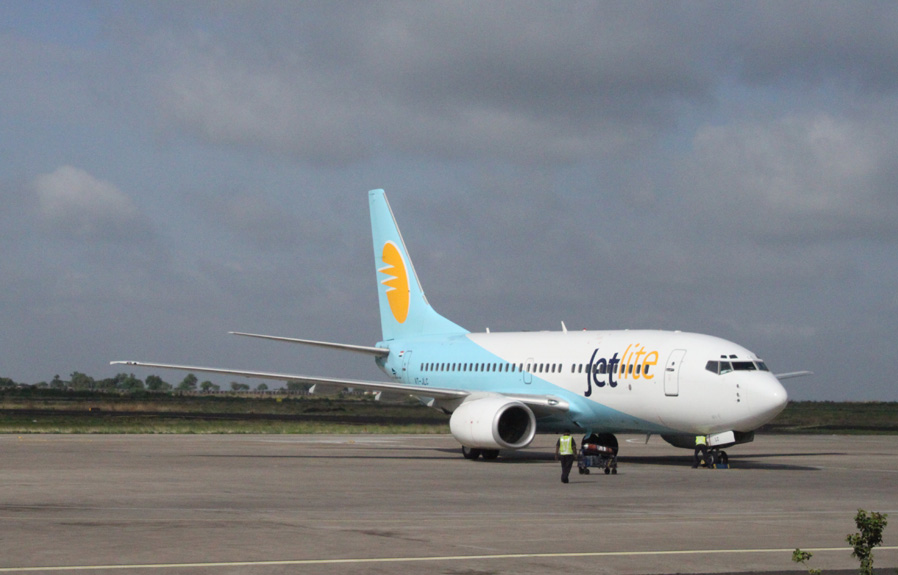
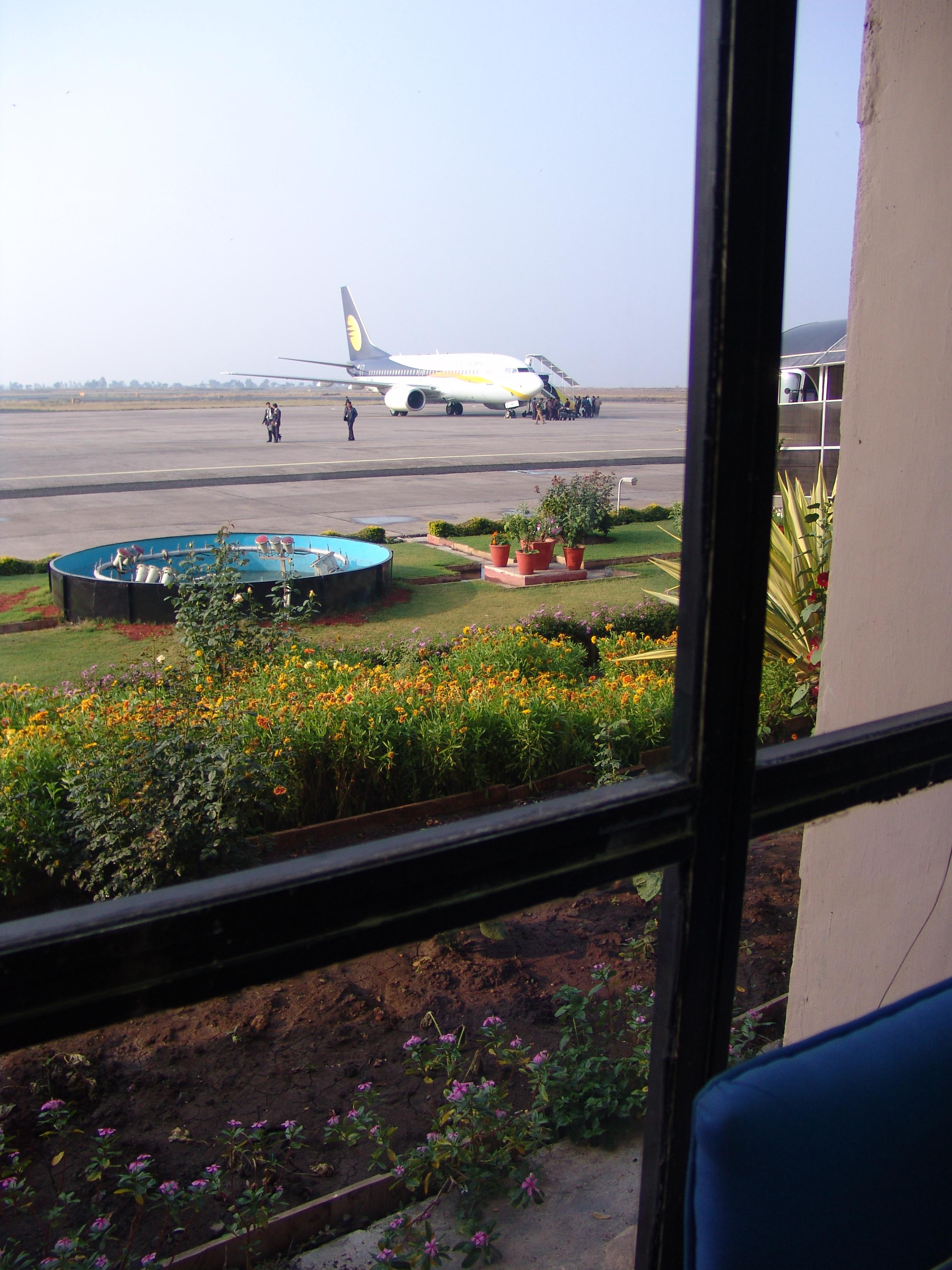